# 闽粤赣边一支队司令部旧址
闽粤赣边一支队司令部旧址，位于中国广东省梅州市丰顺县沙田镇岳坑村青沟，为丰顺县文物保护单位，类型为近现代重要史迹及代表性建筑，公布时间为1988年1月。
闽粤赣边一支队司令部旧址的历史年代为近代。1988年1月，丰顺县人民政府认定其为丰顺县文物保护单位。